# Manuel do Nascimento Passos Maia
Manuel do Nascimento Passos Maia (Jaguarão, 25 de dezembro de 1886 — Curitiba, 16 de junho de 1962) foi um farmacêutico, médico e político brasileiro.
Filho de José Luiz Maia e Gertrudes Silveira Passos Maia e neto de Antonio Ricardo Maia e Comba Maia.
Foi deputado à Assembleia Legislativa de Santa Catarina na 12ª legislatura (1925 — 1927) e na 13ª legislatura (1928 — 1930).
Foi deputado federal em 1934.